# Jennifer Lopez
Jennifer Lynn Lopez, meglio conosciuta come Jennifer Lopez o J.Lo (New York, 24 luglio 1969), è un'attrice, cantante, ballerina, imprenditrice, produttrice discografica e produttrice cinematografica statunitense.
Di origini portoricane, è consdierata una delle maggiori esponenti del pop latino commerciale, la più ricca tra i latino-americani nell'ambiente hollywoodiano secondo Forbes, e la più influente attrice ispanica d'America secondo la lista dei 100 ispanici più influenti redatta della rivista People en Español.
Dal 1997, ha pubblicato undici progetti discografici, più volte presenti all'interno della classifica della Billboard 200. Vinse l'American Music Award for Favorite Pop/Rock Female Artist del 2003 e l'American Music Award for Favorite Latin Artist del 2007. È apparsa in numerosi film, e ha vinto l'ALMA Award nel 1998 e nel 1999. Nel 2001 è stata la prima a recitare in un film (Prima o poi mi sposo) e a pubblicare un album (J. Lo) nel giro di una sola settimana portandoli entrambi al numero 1 delle classifiche musicali e cinematografiche. Condivide questo record solo con Barbra Streisand e Whitney Houston. Nell'aprile 2011, a quasi 42 anni, è stata nominata "la donna più bella del mondo" dal magazine americano People. Ha venduto circa 80 milioni di dischi nella sua carriera e la stima del suo patrimonio è di circa 400 milioni di dollari.
Nel 2000, grazie al suo abito disegnato da Donatella Versace (diventato poi il celebre Vestito Verde) e indossato alla serata dei Grammy Award, nasce Google Immagini, e l'abito diventa uno dei più discussi nella storia del tappeto rosso. La sera del 7 novembre 2011 ha ricevuto da Donatella Versace il premio Woman of the Year nel corso della serata alla Carnegie Hall di New York che celebra ogni anno il coraggio delle donne che cambiano il mondo con le loro idee ed il loro impegno. Nel 2012 viene eletta Celebrità più potente del mondo da Forbes. Nel 2013 le viene assegnata la stella numero 2500 sulla Hollywood Walk of Fame di Los Angeles e nel 2014 è la prima donna nella storia a ricevere il premio Icon Award ai Billboard Music Awards. Nella sua carriera ha collezionato 4 singoli alla posizione n. 1 e 10 presenze nella Top 10 della Billboard Hot 100. Nel 2018 durante gli MTV Video Music Awards 2018 le viene conferito il premio alla carriera Michael Jackson Video Vanguard Award.
Nel corso della sua carriera ha ricevuto 2 candidature ai Golden Globe e 2 ai Grammy Award.

## Biografia

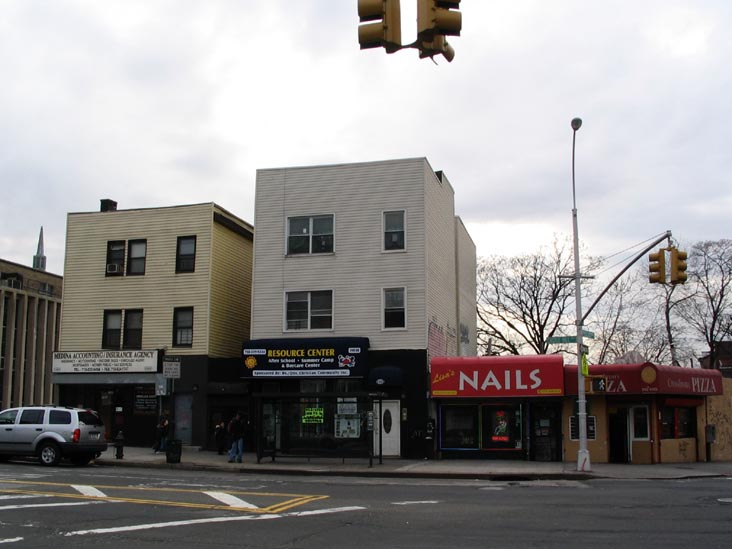
Castle Hill Avenue, a Castle Hill, dove è nata Jennifer Lopez

Nata da una famiglia di origini spagnole e native portoricane a Castle Hill, un quartiere di New York in cui vi è un'alta concentrazione di portoricani e afroamericani, con tasso di criminalità piuttosto elevato. I genitori, David Lopez e Guadalupe Rodríguez, vi si trasferirono dall'isola caraibica in cerca di fortuna. Per questo motivo riuscì ad apprendere sin da bambina due lingue, l'inglese e lo spagnolo. Ha due sorelle: Lynda e Leslie. Suo padre David lavorò come guardiano notturno alla Guardian Insurance Company, prima di diventare un tecnico di computer, e sua madre Guadalupe era una casalinga. Quando Jennifer nacque, la famiglia viveva in un piccolo appartamento, ma riuscì ad acquistarne uno a due piani un paio d'anni dopo, concludendo un acquisto che sembrava esagerato per una famiglia relativamente povera come quella dei Lopez.
Prese lezioni di canto e di danza sin dall'età di 5 anni. Frequentò delle scuole cattoliche e in particolare la Preston High School, una scuola per sole ragazze nel Bronx. All'età di 18 anni andò via di casa e si mantenne da sola, pagandosi le lezioni di canto e di ballo. Dopo aver frequentato il Baruch College per un semestre, divise il suo tempo tra il lavoro in uno studio legale, le scuole di danza e le performance di ballo nei night club di Manhattan. Dopo mesi di audizioni, fu selezionata come ballerina per vari video rap, un episodio di Yo! MTV Raps (1990), e come ballerina di riserva per i New Kids on the Block per la loro performance della canzone Games per l'American Music Award nel 1991. Poco più tardi, divenne ballerina di riserva per Janet Jackson e fece un'apparizione nel suo video del 1993 That's the Way Love Goes.

### Carriera da attrice

#### Televisione

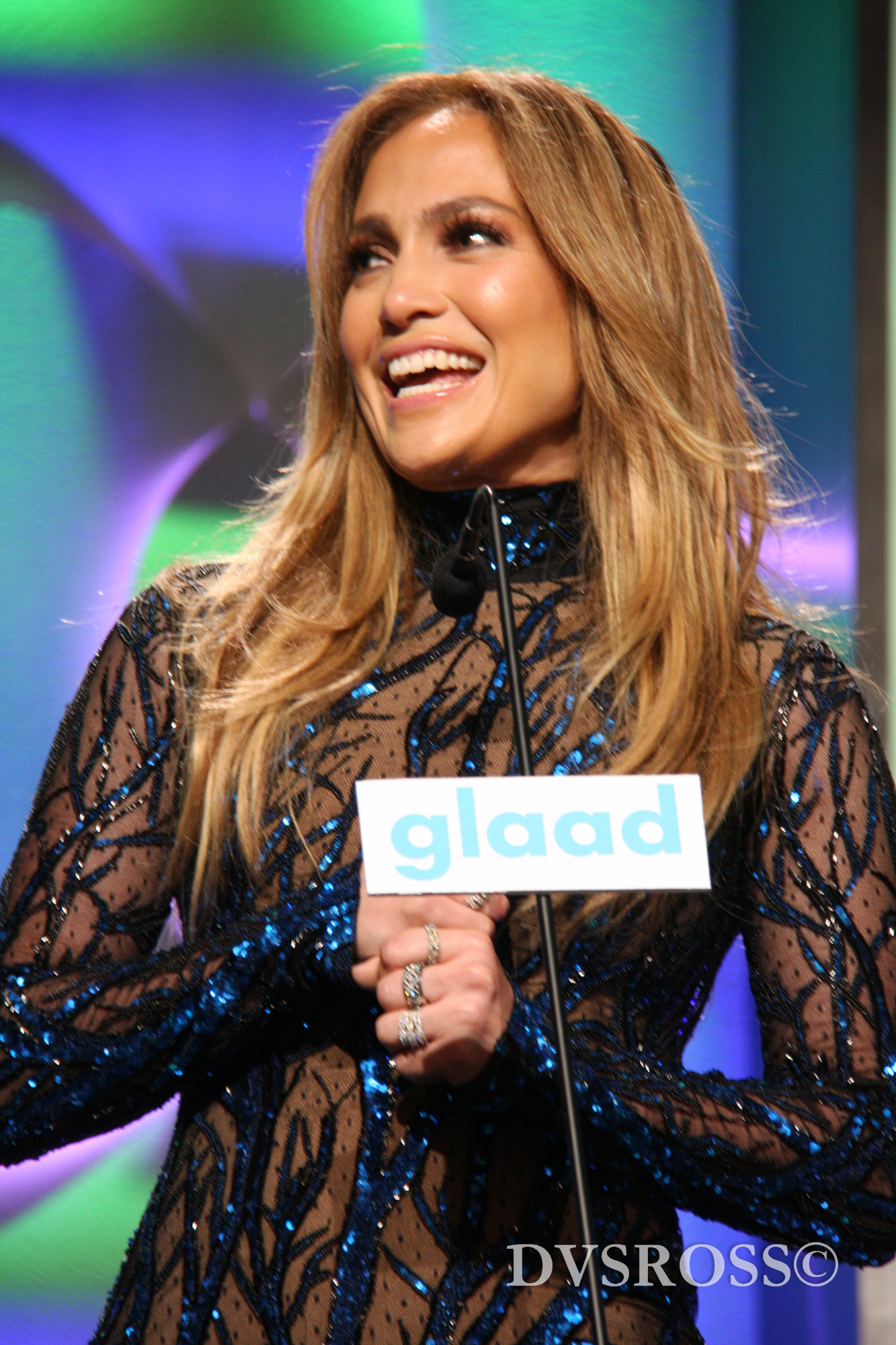
Jennifer Lopez ai GLAAD Awards 2014

Dopo un tour come ballerina in Giappone, ha esordito sul piccolo schermo nel 1990 con la sit-com In Living Color, nella quale interpretava la parte della Hip-Hop Girl. Per continuare a far parte del cast, andò a Los Angeles assieme al suo primo fidanzato, David Cruz. Ha partecipato al programma televisivo fino al 1991, iniziando nel frattempo a prendere lezioni di recitazione.
Fu notata grazie a uno speciale sul dietro le quinte di In Living Color e fece un provino per South Central, telefilm che ebbe vita breve; proprio mentre una rete televisiva importante avrebbe potuto prolungare questa serie, fu offerto un contratto solo alla Lopez, per interpretare Melinda Lopez nella serie TV Second Chances. La prima serie del telefilm ebbe un discreto successo: era il 1993, anno in cui apparve anche nel film per la TV Nurses On The Line: The Crash Of Flight 7, meglio conosciuto come Lost In The Wild. Il successo del suo personaggio in Second Chances spinse i produttori a creare uno spin-off del telefilm e nel 1994 andò in programmazione Hotel Malibu.
Tra il 2004 e il 2005, è stata la guest star di tre episodi della sit-com Will & Grace.
Nel maggio del 2006, è stata la produttrice esecutiva del reality show composto da otto episodi, DanceLife, trasmesso da MTV, dal 15 gennaio del 2007. L'attrice ha collaborato alla selezione dei partecipanti dello show e ha fatto alcune apparizioni nel programma.
Nel 2007 è stata produttrice esecutiva di una miniserie trasmessa su Univisión, intitolata Como ama una mujer, trasmessa in cinque episodi dal 30 ottobre al 27 novembre 2007, con gli attori Christian Borrero e Adriana Cruz. Nello stesso periodo ha firmato un contratto come star e produttrice di un reality per TLC.
È inoltre stata impegnata nel reality show americano American Idol, dove ha fatto la sua prima apparizione come mentore il 10 aprile del 2007. Successivamente è entrata a far parte della giuria per le edizioni del 2010, 2011 e 2014.
Nel 2010 è apparsa come guest star in un episodio della serie televisiva How I Met Your Mother, nel ruolo della scrittrice Anita.
Nel 2013 ha prodotto la serie TV The Fosters, a tematica LGBT, che ha debuttato sulla rete televisiva americana ABC Family.
Nel 2016 è protagonista della serie TV poliziesca della NBC Shades of Blue che la vede come protagonista anche nella seconda stagione nel 2017 e rinnovata per una terza stagione che andrà in onda nel 2018 grazie agli alti ascolti ottenuti.

#### Cinema

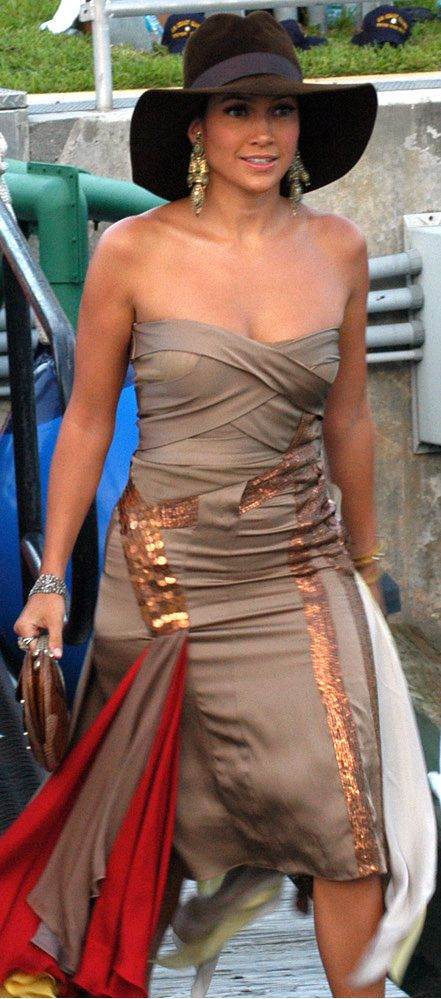
Jennifer Lopez agli MTV Video Music Awards 2004

Nel 1994 ha recitato in Mi familia, un film indipendente diretto da Gregory Nava e ambientato negli anni venti, in cui ebbe la parte di Maria Sanchez; il film ebbe successo nella comunità ispanica e ottenne varie candidature, di cui una agli Oscar, e la Lopez ebbe una candidatura agli Independent Spirit Awards come miglior attrice esordiente nel 1996. Lo stesso anno ha recitato al fianco di Wesley Snipes e Woody Harrelson nel poliziesco Money Train, il suo primo film ad alto budget. Anche in questa pellicola ha interpretato una donna latino-americana ma, a differenza della prima, in cui rivestiva i panni di una messicana, qui era Grace Santiago, una donna portoricana del Bronx.
Nel 1996 Francis Ford Coppola l'ha voluta in Jack nei panni di una maestra di scuola elementare. Nel film ha recitato al fianco di Robin Williams.
Nel 1997 ha recitato in Blood & Wine di Bob Rafelson, al fianco di Jack Nicholson, Stephen Dorff e Michael Caine, interpretando ancora un personaggio latino-americano, Gabriela, nota come Gabi, di origini cubane.
La svolta nella sua carriera fu costituita dalla partecipazione al film Selena, sulla vita della cantante Selena Quintanilla Pérez, uccisa a 23 anni. Diretto da Gregory Nava, il film fu un successo al botteghino e ricevette diverse candidature, tra cui quella della Lopez ai Golden Globe come miglior attrice protagonista.
Nel successivo film d'avventura-horror Anaconda la Lopez ha interpretato Terri Flores, regista di un gruppo di cineasti che stavano realizzando un documentario in Amazzonia. Nello stesso anno viene diretta da Oliver Stone, nel thriller U Turn, dove la Lopez, impersonando l'indiana Grace McKenna, per la prima volta nella sua carriera ha interpretato un personaggio non latino-americano.
Nel 1998 è stata Karen Sisco, nel poliziesco Out of Sight al fianco di George Clooney. Nello stesso ha partecipato con la sua voce, al film-animazione Z la formica, doppiando la formica operaia Azteca.
Dopo un anno di pausa dagli schermi cinematografici è tornata con The Cell - La cellula, un thriller psicologico di Tarsem Singh con Vince Vaughn, nei panni della psicoterapeuta Catherine Deane. Nel 2001 ha recitato in altri due film: la commedia romantica Prima o poi mi sposo, al fianco di Matthew McConaughey, e il poliziesco romantico Angel Eyes - Occhi d'angelo con Jim Caviezel.
Nel 2002 è stata la protagonista del thriller Via dall'incubo.
L'anno successivo ha recitato in Un amore a 5 stelle e Amore estremo - Tough Love e nel 2004 in Jersey Girl e Shall We Dance?.
Nel 2005 è stata protagonista di due film, il primo insieme a Jane Fonda in Quel mostro di suocera e il secondo al fianco di Morgan Freeman e Robert Redford in Il vento del perdono.
Due film prodotti da lei prodotti hanno trovato spazio nei film festival: Bordertown (2006) al film festival di Bruxelles e El Cantante (2007) al Festival internazionale del film di Toronto. In quest'ultimo film l'attrice ha collaborato con il marito cantante-attore Marc Anthony. Il film è in inglese, con un uso di sottotitoli per le canzoni con testi spagnoli.
La Lopez nel 2010 è stata impegnata con la pellicola Piacere, sono un po' incinta una commedia romantica al fianco dell'attore Alex O'Loughlin.
All'inizio del 2012 ha recitato nel film intitolato Che cosa aspettarsi quando si aspetta, al fianco di Cameron Diaz. Ancora nel 2012 è tornata al doppiaggio, prestando la voce alla tigre Shira nel film d'animazione L'era glaciale 4 - Continenti alla deriva.
Nel 2013 ha recitato nel film Parker al fianco di Jason Statham. Nel mese di giugno, durante un'intervista radiofonica ha dichiarato di avere accettato una parte per un film intitolato The 33 al fianco di Antonio Banderas, ma successivamente ha abbandonato il set a causa di dissapori con la produzione.
Nel 2015 la cantante torna ancora al doppiaggio in Home - A casa, film d'animazione della DreamWorks, partecipando anche alla colonna sonora con il singolo Feel the Light, contenuto nell'album Home (Original Motion Picture Soundtrack) e presentato per la prima volta ad American Idol.
A gennaio è uscito il film Il ragazzo della porta accanto, un thriller erotico nel quale viene affiancata dal giovane attore e ballerino Ryan Guzman. Il film, nonostante molte critiche negative, ha riscosso un grande successo al botteghino.
Nel 2016 è tornata a doppiare il personaggio di Shira in L'era glaciale - In rotta di collisione, quinto capitolo dell'omonima serie. Nel 2018 è la protagonista di "Ricomincio Da Me", film in cui recita al fianco di Vanessa Hudgens. Nel 2019 interpreta la spogliarellista Ramona nella commedia Le ragazze di Wall Street - Business Is Business. La sua interpretazione in questo ruolo viene acclamata universalmente dai critici, tanto da ricevere una candidatura ai Golden Globes 2020 come miglior attrice non protagonista in un film. Nel 2022, dopo vari rinvii causati dalla pandemia, torna al cinema recitando nel ruolo di Kat nella commedia romantica Marry Me - Sposami. Ha pubblicato in occasione dell'uscita del film assieme a Maluma, che nel film recita la parte del celebre fidanzato promesso sposo, l'album della colonna sonora del film, Marry Me, che contiene diversi brani inediti e duetti dei due artisti. Sempre nel 2022 è protagonista del documentario Jennifer Lopez: Halftime, distribuito da Netflix.

##### Incassi cinematografici e guadagni complessivi
È una delle attrici più pagate a Hollywood e l'attrice latina più pagata nella storia di Hollywood. È apparsa nel Guinness dei primati del 2007 come attrice più energica. Era nella lista top ten delle paghe di attrici di The Hollywood Reporter nel 2002, 2003 e 2004. Ha ricevuto 15 milioni di dollari per il suo ruolo in Quel mostro di suocera. Il film Un amore a 5 stelle ha raggiunto i 94 011 225 dollari, mentre Shall We Dance?, raggiunse 112 238 000 dollari al botteghino internazionale, per gli ascolti 57 890 460 dollari e un totale 170 128 460 dollari in tutto il mondo.
Occupava la nona posizione nella lista del magazine Forbes delle 20 donne di spettacolo più ricche.

### Carriera musicale
Nel 1999 ha debuttato nel mondo della musica con il singolo If You Had My Love, pubblicando il suo primo album On the 6, che ha venduto 8 milioni di copie. Gli altri singoli estratti sono stati No Me Ames (solo per l'America latina, in duetto con Marc Anthony), Waiting for Tonight, Feelin' So Good e Let's Get Loud (solo per Europa e Australia).

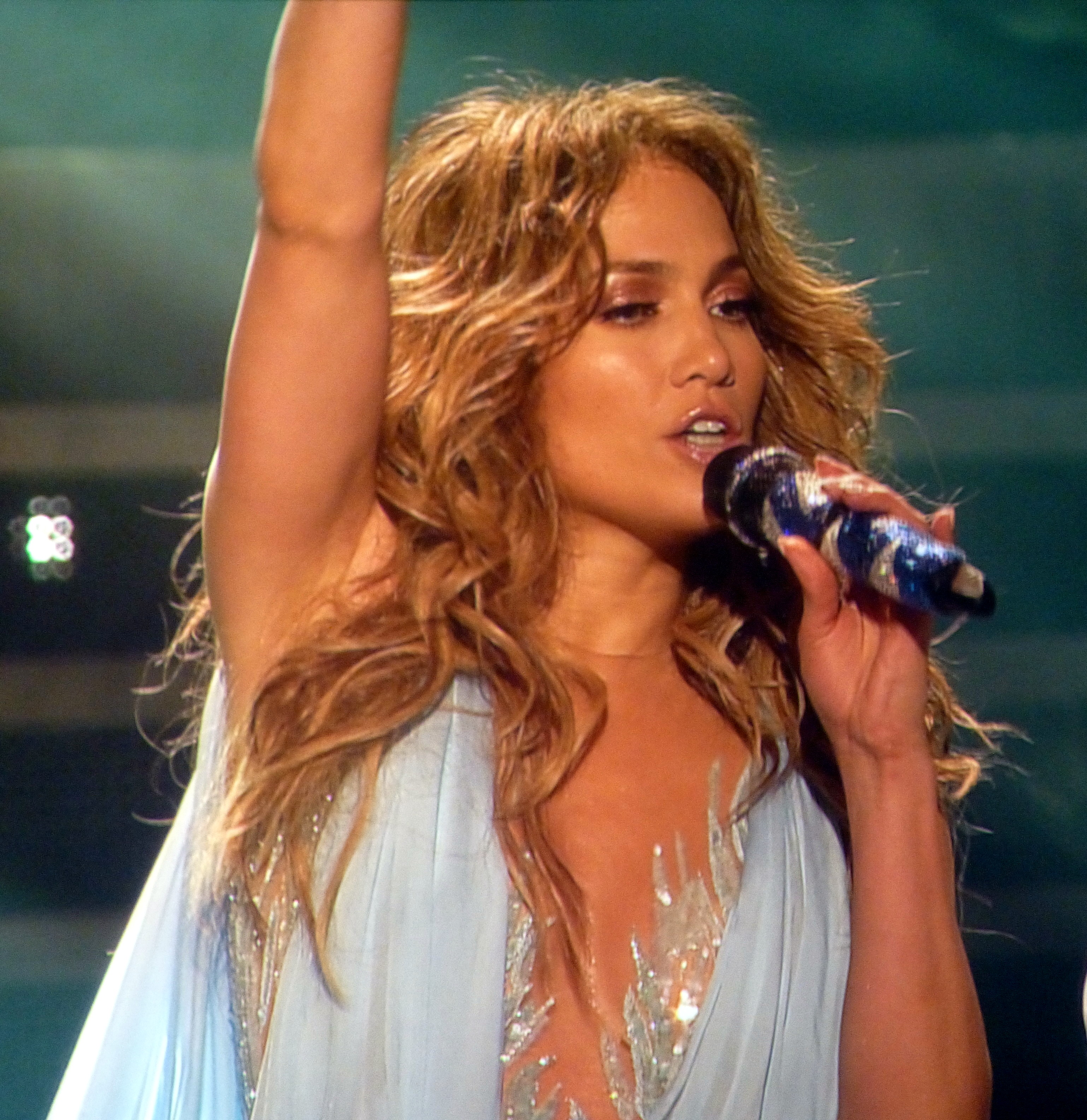
Jennifer Lopez nel 2012

Nel 2001 ha pubblicato il singolo Love Don't Cost a Thing che anticipava l'uscita dell'album J.Lo. L'album ha debuttato alla prima posizione in America e in molti altri paesi diventando, con dodici milioni di copie, il suo album più venduto finora. Gli altri singoli sono stati Play, Ain't It Funny (non pubblicato negli USA) e I'm Real.
Nel 2002 ha pubblicato il suo primo album di remix J to tha L-O!: The Remixes, i cui singoli estratti sono stati I'm Real(Murder Remix), Ain't It Funny (Murder Remix) e I'm Gonna Be Alright (Trackmasters Remix). Il successo dell'album le ha conferito due record: con i suoi tre milioni di copie è il terzo album di remix più venduto della storia ed è il primo a debuttare alla prima posizione negli Stati Uniti. Nello stesso anno ha pubblicato l'album This Is Me... Then che ha venduto più di sette milioni di copie, di cui, due milioni e mezzo solo negli Stati Uniti. Il singolo di lancio è stato Jenny from the Block, a cui sono seguiti All I Have, I'm Glad e Baby I Love You.
Nel 2005 il singolo Get Right ha anticipato l'uscita di Rebirth che ha debuttato alla seconda posizione nella Billboard 200 negli Stati uniti. Il secondo singolo estratto è stato Hold You Down. L'album ha venduto circa tre milioni di copie.
Nel 2006 ha pubblicato il singolo Control Myself.
Nel 2007 è uscito il singolo Qué hiciste anticipando il primo album in spagnolo della cantante, dal titolo Como ama una mujer.
L'album ha venduto oltre Quattrocentocinquantamila copie nelle prime settimane, raggiungendo la decima posizione nella Billboard 200. Dall'album sono stati estratti come singoli promozionali Me Haces Falta e Por Arriesgarnos.
Nello stesso anno viene pubblicato l'album Brave, anticipato dal singolo Do It Well, che segna il ritorno all'inglese. Il secondo singolo è Hold It Don't Drop It, pubblicato solo in Italia dove ha raggiunto il quarto posto. Il singolo ha raggiunto la prima posizione della Hot Dance Club Play di Billboard. Tuttavia, questo album non ha ottenuto il successo dei precedenti in termini di vendite.
Il 19 febbraio 2010 è stata ospite speciale al Festival di Sanremo 2010, dove ha cantato la canzone (What Is) Love? e alcuni tra i suoi più grandi successi.
Fra il 2008 e il 2011 ha registrato diverse canzoni per il suo nuovo album, Love?, firmando un contratto con la Def Jam. La pubblicazione è avvenuta il 29 aprile 2011 in Europa e il 3 maggio negli Stati Uniti. L'album è stato anticipato dai singoli Fresh Out the Oven, in collaborazione con Pitbull, e Louboutins, successivamente non inclusi nell'album, a causa dello scarso successo ottenuto da entrambi nelle classifiche di vendita.
A gennaio 2011 è stato pubblicato il nuovo singolo di lancio, ancora in collaborazione con Pitbull, On the Floor, che la ha riportata nella top ten degli Stati Uniti dopo otto anni.
Dall'album sono stati estratti altri due singoli: I'm Into You con Lil' Wayne e Papi.

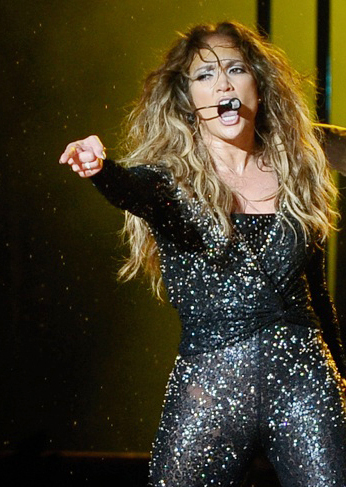
Jennifer Lopez in concerto nel 2012

Nel 2012 viene pubblicato Dance Again... the Hits, il primo Greatest hits della cantante, dal quale vengono estratti i singoli Dance Again in collaborazione con Pitbull e Goin' In con Flo Rida.
Nello stesso periodo viene pubblicato anche il singolo Follow the Leader, prodotto dal duo Wisin & Yandel.
Nel 2013 insieme ad Andrea Bocelli ha pubblicato il singolo Quizas, quizas, quizas che ha raggiunto le vetta della Billboard Classic. A maggio è uscito il singolo Live It Up, come anticipazione del suo nuovo album, nuovamente in collaborazione con Pitbull.
Nel novembre 2013 la cantante, in occasione del ritiro del Premios Juventud si è esibita insieme a Pitbull con un mash-up dei loro più grandi successi: On the Floor, Dance Again e Live It Up.
Il 24 novembre si è esibita agli American Music Awards, in un concerto tributo alla regina della salsa Celia Cruz.
Nel gennaio 2014 viene pubblicato un teaser video di un nuovo singolo scritto in collaborazione con Chris Brown il cui titolo è Same Girl che, come lei stessa ha dichiarato in un'intervista, è un regalo per i fan, non essendo incluso in nessun progetto della cantante. Il 22 gennaio 2014 viene pubblicato l'audio di Girls, uno dei singoli promozionali dell'imminente ottavo album in studio della cantante. Il 31 gennaio viene pubblicato il video di Same Girl, secondo singolo promozionale.
Il 3 marzo viene pubblicato il video di Adrenalina del cantante portoricano Wisin, in collaborazione con Ricky Martin e con la cantante statunitense. Il 13 marzo viene pubblicato il video di I Luh Ya Papi in collaborazione con French Montana, primo singolo estratto dal nuovo album A.K.A. della cantante. Il brano viene presentato in anteprima ad American Idol. Il 29 marzo la cantante si è esibita a Dubai per la finale della Coppa del Mondo di Dubai dove per la prima volta ha cantato Girls, I Luh Ya Papi e anche Never Satisfied, brano inedito incluso nel nuovo album.
Il 25 aprile viene annunciato il titolo del secondo singolo estratto dall'album, First Love, che viene pubblicato il primo maggio e il cui video è uscito alla fine dello stesso mese.

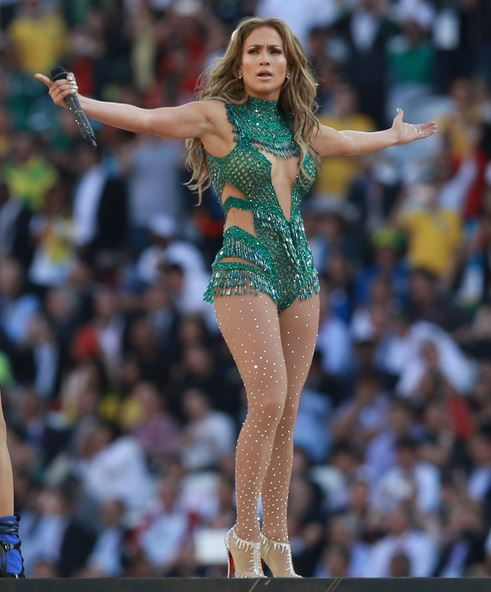
Jennifer Lopez in Brasile durante l'apertura del campionato mondiale di calcio 2014

Il 17 maggio 2014 ha partecipato ai Billboard Music Awards, aprendo la serata insieme a Pitbull e Claudia Leitte con la performance di We Are One (Ole Ola) e dove ha promosso anche il nuovo singolo First Love, ricevendo il premio Icon Award, diventando la quarta artista nella storia ad averlo ricevuto e la prima donna in assoluto.
Il 12 giugno la cantante si è esibita insieme a Pitbull e Claudia Leitte alla cerimonia di apertura dei Mondiali di Calcio 2014 sulle note di We Are One (Olè Olà), pubblicando il giorno successivo, il suo ottavo album in studio, decimo della sua carriera, A.K.A., in cui Jennifer Lopez ha collaborato con vari artisti, come Chris Brown (Same Girl), Sia (Expertease (Ready Set Go) ), T.I. (A.K.A.), French Montana (I Luh Ya Papi e Same Girl), Iggy Azalea (Acting Like That & Booty), Rick Ross (Worry No More), Pitbull (Booty), Jack Mizrahi (Tens) e Nas (Troubeaux). Il disco però è risultato il meno venduto di tutta la sua carriera, con sole settantuno mila copie totali vendute. Alla fine dello stesso mese ha tenuto un concerto gratuito di oltre due ore nel Bronx, a sorpresa per i suoi fan.
Il 23 settembre 2014 è stato pubblicato il terzo singolo dell'album, Booty, in collaborazione con Iggy Azalea, l'unico singolo che riesce a piazzarsi bene nelle classifiche. In origine il brano era in collaborazione con Pitbull ma la cantante ha deciso di sostituirlo in un secondo momento con Iggy Azalea. Il singolo viene promosso con una performance agli American Music Awards, e con un video a cui ha partecipato la stessa Azalea.
Il 4 novembre viene pubblicato il primo libro della cantante intitolato True Love, un libro autobiografico in cui ripercorre le tappe del suo primo tour e della sua vita. Una parte dei proventi ricavati dalla vendita del libro sono stati destinati alla Lopez Family Foundation.
Il 31 dicembre 2014 la cantante ha tenuto un concerto a Las Vegas cantando, oltre ai suoi successi, alcuni brani dell'album A.K.A., inaugurando così il suo periodo di concerti nella città del Nevada. Lo stesso giorno viene trasmesso dalla rete televisiva HBO il docufilm Dance Again, che ripercorre le tappe del tour della cantante e della sua vita.
Nel 2015 viene annunciata la sua residency a Las Vegas che sarebbe partita da gennaio del 2016, con una serie di concerti al Planet Hollywood di Las Vegas. La nota rivista Billboard ha posizionato il suo show al primo posto per incassi e qualità.
A maggio la cantante si è esibita ai Latin Billboards Music Awards in un tributo alla cantante latina Selena Quintanilla.
Nel mese di giugno 2015 viene distribuito il singolo Back It Up in collaborazione con Prince Royce e Pitbull. La canzone viene eseguita per la prima volta durante la finale della penultima stagione di American Idol, in cui la cantante ricopriva il ruolo di giudice. La canzone ha ricevuto una candidatura ai Latin Grammy Awards come migliore canzone urban. Nello stesso anno sono stati pubblicati dei singoli promozionali che hanno visto la partecipazione della Lopez: What you mean to me di Trey Songz e Try Me di Jason Derulo, che viene in seguito pubblicato come terzo singolo dell'album del cantante.
A luglio 2015 la cantante ha tenuto un concerto in Marocco in occasione del Mawazine Festival che viene trasmesso live dalle reti televisive locali. Tuttavia, a causa delle coreografie troppo sexy e degli abiti succinti il concerto ha suscitato controversie quando il governo marocchino l'ha condannata a due anni di prigione.
A settembre 2015 viene pubblicata una nuova versione del singolo El mismo sol del cantautore spagnolo Álvaro Soler. Nello stesso mese la cantante si è esibita all'iHeartRadio Music Festival presentando la nuova versione di El mismo sol e un nuovo singolo da solista intitolato Breaking Me Down. Il singolo farà parte, insieme ai confermati brani Two Sides e Amnesia, del suo nono album in studio, per il quale ha richiesto anche la co-produzione di RedOne e Liam Payne.
Il 7 aprile 2016 è uscito il singolo Ain't Your Mama, scritto da Meghan Trainor e prodotto da Dr. Luke. Il video che accompagna la canzone è il più veloce della cantante a raggiungere la certificazione Vevo. Successivamente, collabora nuovamente col suo ex marito Marc Anthony nel brano "Olvídame y Pega la Vuelta".

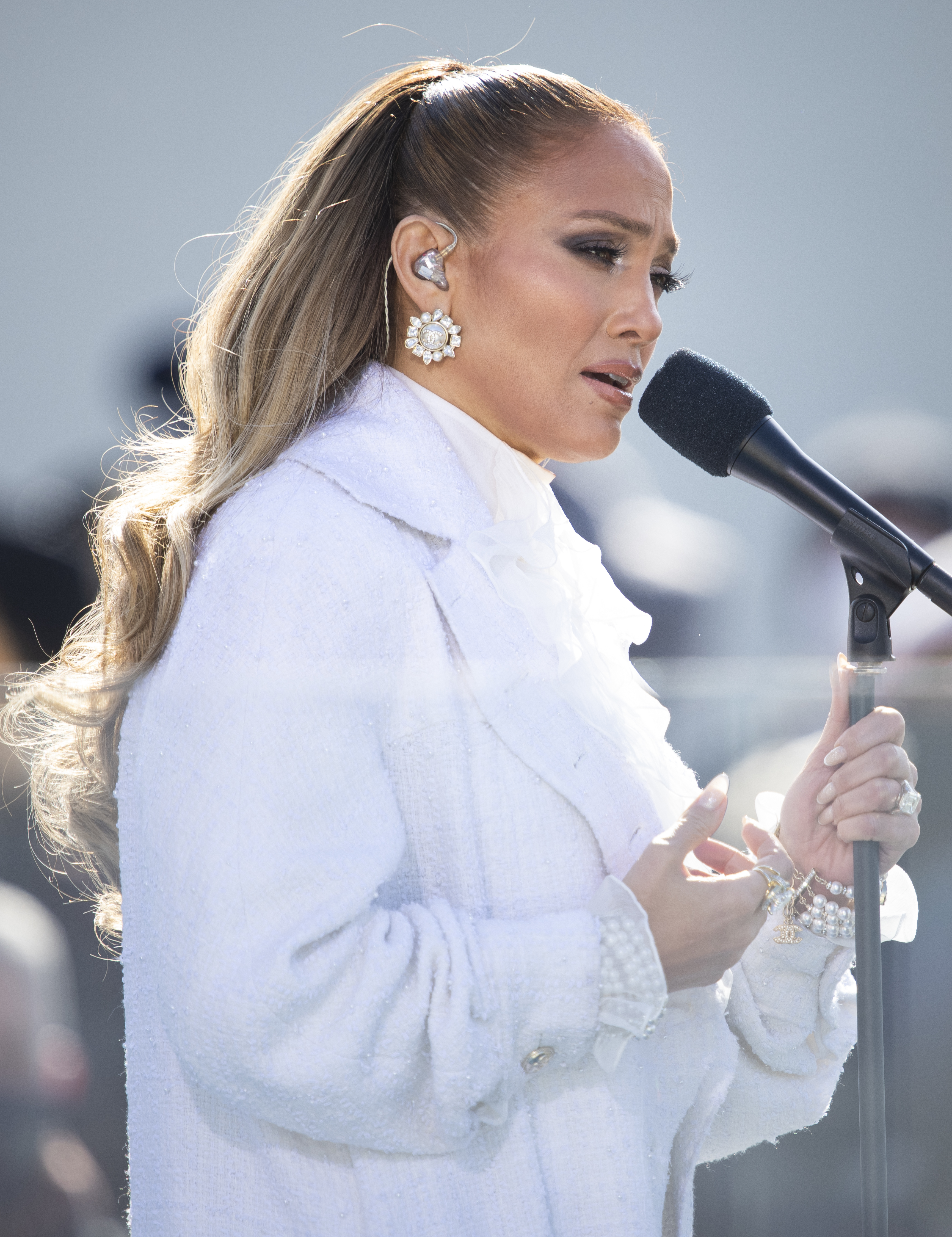
Jennifer Lopez canta This Land Is Your Land e America the Beautiful durante la cerimonia di insedimanto del Presidente degli Stati Uniti Joe Biden il 20 gennaio 2021

Nel 2017 è stato pubblicato Ni tú ni yo in collaborazione con Gente de Zona. Ha seguito Amor, amor, amor in collaborazione con il rapper Wisin.
Nel 2018 viene invece pubblicato il singolo "Us", a cui fa immediatamente da seguito un altro singolo in spagnolo, "El anillo". Successivamente collabora con il produttore DJ Khaled e con la rapper Cardi B nel brano "Dinero" e col rapper latino Bad Bunny in un remix di "El Anillo".
Nel 2019, duetta con Bryan Adams nel brano That’s How Strong Our Love Is per l'album Shine a Light. L'artista realizza inoltre altri singoli quali: "Limitless", dalla colonna sonora di "Ricomincio Da Me" e "Medicine" in duetto col rapper French Montana. Segue un altro singolo in spagnolo, "Baila Conmigo". Nello stesso periodo, parte per un nuovo tour, il "It's My Party Tour", prima serie di concerti al di fuori di Las Vegas dal 2012.
Nel settembre 2019 è stato annunciato che lei e Shakira sarebbero state le protagoniste dell'halftime show Super Bowl LIV, tenutosi il 2 febbraio 2020. Il 24 settembre 2020 pubblica i singoli Pa' Ti e Lonely, entrambi in collaborazione con Maluma. Tali brani vengono successivamente proposti dal vivo durante gli American Music Awards. Il 27 novembre 2020 pubblica il singolo In the Morning: il brano desta immediatamente scalpore per via della sua copertina, in cui l'artista appare completamente nuda. Nel gennaio 2021 si esibisce durante la cerimonia di insediamento del 46º presidente degli Stati Uniti Joe Biden.
Nel febbraio 2022 pubblica insieme a Maluma il singolo Marry Me (Kat & Bastian Duet), che sarà la colonna sonora dell'omonimo film Marry Me.
Nel febbraio 2024 pubblica il suo nono album in studio This is me...Now, ritenuto il suo progetto più personale fino a oggi che ritrae i vent'anni della sua vita dal suo predecessore This is me...Then.

## Vita privata

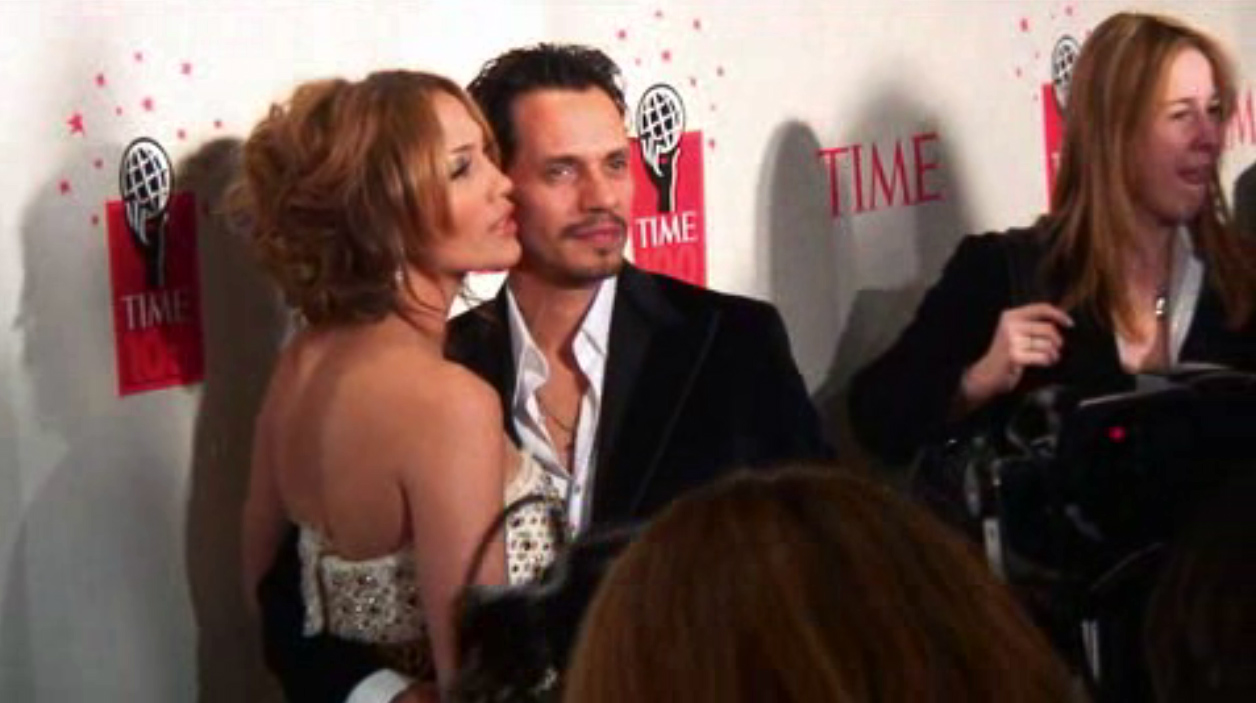
Jennifer Lopez e l'ex marito Marc Anthony al Time 100 Gala 2006

La Lopez si sposa per la prima volta il 22 febbraio 1997 con il cameriere cubano Ojani Noa. I due divorziano nel gennaio 1998. Tra il 1999 e il 2001 ha una relazione con il rapper P. Diddy.
Il 29 settembre 2001 sposa il ballerino Cris Judd, da cui divorzia nel giugno 2003.
In seguito ha una turbolenta relazione con l'attore Ben Affleck, che aveva affiancato in Amore estremo - Tough Love e Jersey Girl, dal 2002 al 2004, anno in cui la coppia si sarebbe dovuta sposare; poco tempo prima delle previste nozze, la coppia ruppe, pur rimanendo in buoni rapporti.
Dopo la rottura con l'attore, la Lopez nel 2004 si lega all'amico di lunga data Marc Anthony, con il quale si sposa nello stesso anno. La coppia ha avuto due gemelli, Emme e Max, nati il 22 febbraio 2008 a New York. La coppia si separa nel luglio 2011 e divorzia nel giugno 2014. Dal 2011 al 2016 ha avuto una relazione con il ballerino Casper Smart e dal 2016 al 2021 con l'ex sportivo Alexander Rodriguez.
Dal 2021 ha ripreso a frequentare l'ex fidanzato Ben Affleck. In aprile 2022 la coppia annuncia il fidanzamento e a luglio dello stesso anno si sposano a Las Vegas. Il 20 agosto 2024, Lopez ha chiesto il divorzio da Affleck, citando il 26 aprile 2024 come data della loro separazione. Ha anche chiesto che il suo nome legale venisse cambiato di nuovo in Jennifer Lynn Lopez. Il 6 gennaio 2025, il divorzio è stato finalizzato.

## Stile musicale: voce, coreografie e influenze musicali
Ha esplorato molti stili musicali: Latin pop, dance, R&B, hip hop, rock, funk, house e ritmi latino-americani quali salsa, merengue e bachata ai quali è legata sin da piccola. Infatti il suo debutto nella danza avviene sin da molto giovane quando entra a far parte di una compagnia di ballo.
Il suo debutto sulle scene musicali invece avviene con la pubblicazione del suo primo album On the 6, che le apre la strada ai vari generi musicali. La realizzazione dell'album This Is Me... Then vede la Lopez in contatto con la musica R&B che si ispira alla musica degli anni '70. L'album Rebirth invece esplora ritmi più hip hop e pop rock, mentre gli album Brave e Love? la avvicinano alla musica dance, cosa che le fa riscuotere ancora più successo. A.K.A., il suo ottavo album in studio, decimo della carriera, è un album ricco di generi ed è un album di sperimentazione di nuovi generi per la cantante. Le icone alle quali la Lopez si ispira sono Tina Turner, James Brown, Michael Jackson, Madonna e Barbra Streisand.

## Imprenditrice

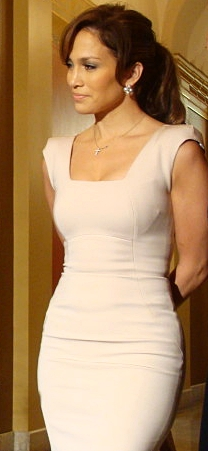
Jennifer Lopez nel 2006

Nel 2001 ha fondato una casa di distribuzione cinematografica chiamata J.Lo Inc. La catena di distribuzione ha prodotto e distribuito alcune pellicole con protagonista la Lopez stessa, tra cui The Cell, Prima o poi mi sposo e Un amore a 5 stelle. Lopez ha lanciato una linea di capi d'abbigliamento nel 2003. Chiamata jLO by Jennifer Lopez, la linea includeva differenti tipi di capi per giovani donne. Ha partecipato alla campagna invernale della Louis Vuitton nel 2003. Nel 2005 ha lanciato una linea di capi d'abbigliamento chiamata Sweetface. Nel 2007, ha ritirato jLO by Jennifer Lopez e ha lanciato una linea per giovani chiamata JustSweet. Le sue linee di moda hanno fatto parte di molti eventi settimanali di moda a New York.
Nell'aprile 2002 ha aperto un ristorante cubano nel distretto di South Lake a Pasadena, in California, chiamato "Madre's".
Si avventurò nell'industria di profumi con Glow by J.Lo. Nell'ottobre 2003 ha lanciato un profumo chiamato "Still". Per il Natale 2005 ha lanciato un'altra fragranza, "Live by Jennifer Lopez". Per il San Valentino 2006 venne messo sul mercato "Love at First Glow by J.Lo". La sua fragranza successiva, "Live Luxe", fu diffusa nel 2006, mentre "Glow After Dark" nel gennaio 2007.
Ha fondato una compagnia di produzione televisiva e cinematografica, la Nuyorican Productions, assieme al suo manager, Benny Medina.
Nel dicembre 2010 è stata scelta come testimonial per la L'Oréal.
La Lopez è stata riconosciuta dalla rivista People en Español sia come il soggetto principale della lista delle "50 più belle" nel 2006 e della lista delle "100 ispaniche più importanti" nel febbraio 2007.

## Filantropia e attivismo
Nel maggio del 2001, frequentò una "White House" di beneficenza per l'UNICEF, a cui assistette il mago David Copperfield.

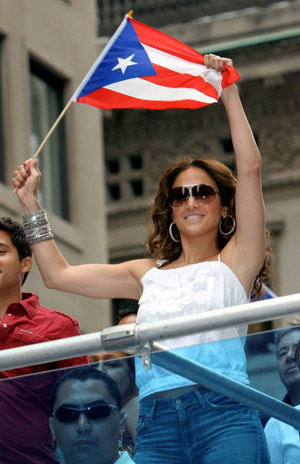
Jennifer Lopez con la bandiera di Porto Rico

Il 14 febbraio del 2007, ricevette degli artisti per Amnesty International "come riconoscimento del suo lavoro come produttrice e attrice in Bordertown, un film che denuncia gli assassinii continui di centinaia di donne nella città di confine di Ciudad Juárez, in Messico". José Ramos-Horta, vincitore del nobel per la pace, presentò il premio alla cantante al Berlin International Film Festival. Ricevette anche un riconoscimento speciale e grazie a Norma Andrade, cofondatrice di Nuestras Hijas de Regreso a Casa A.C. ("Che le nostre figlie ritornino a casa, Associazione Civile"), un'organizzazione di madri e famiglie delle donne di Ciudad Juárez assassinate.
Lopez è una grande sostenitrice del Children's Hospital Los Angeles e le fu conferito il Children's Humanitarian Award alla sua inaugurazione nel settembre del 2004. Da allora continua a far visita ai bambini dell'ospedale. La cantante ha anche partecipato al Nautica Malibu Triathlon nel 2008. Nel maggio del 2009, la Lopez fondò la The Maribel Foundation, con lo scopo di sostenere i bambini dell'ospedale di Los Angeles e lanciare un progetto che dia importanza al prendersi cura della propria salute.
L'attrice si è impegnata nel promuovere una vaccinazione contro la pertosse. Lavora con delle associazioni note come "Sounds of Pertussis" e "March of Dimes" per far crescere la consapevolezza della gravità della malattia incoraggiando la vaccinazione degli adulti per prevenire il contagio dei bambini. Nella serata del 27 ottobre 2012 durante una cena di gala dell'UNESCO tenutasi a Düsseldorf, la Lopez è stata premiata per i risultati raggiunti con la sua organizzazione no-profit Lopez Family Foundation
All'inizio del 2013 torna a fare la stilista di una nuova collezione di abiti i cui proventi verranno donati in beneficenza per la lotta contro il cancro al seno. Alla fine di marzo 2013 viene invitata come ospite d'onore alla serata di beneficenza organizzata a Phoenix, il Celebrity Fight Night, dove si esibisce anche con Bocelli, e inizia una campagna di lotta insieme a quest'ultimo contro la malattia di Parkinson. A maggio 2013 conferma la sua presenza al mega concerto del 1º giugno organizzato da Gucci a Londra i cui fondi verranno utilizzati per migliorare le condizioni delle donne nel mondo. A ottobre 2013 viene premiata con l'Ally for Equality Award 2013 per essere la miglior alleata e sostenitrice delle comunità LGBT. Nel 2015 diviene ambasciatrice ONU e portavoce delle donne nel mondo che subiscono maltrattamenti e vivono in condizioni di difficoltà e nei campi profughi.
Il 25 settembre 2015 viene lanciata in tutto il mondo l'iniziativa The Global Goals che vede la cantautrice una delle protagoniste insieme a tanti altri attivisti ed artisti tra i quali: Malala Yousafzai, Anastacia, Stephen Hawking, Stevie Wonder, Kate Winslet, Bill Gates e Melinda Gates, la regina Rania di Giordania, Meryl Streep e molti altri. I leader mondiali si sono impegnati a rispettare 17 obiettivi globali da realizzare nei prossimi 15 anni, tre dei più importanti: eliminare la povertà estrema, combattere la disuguaglianza, le ingiustizie e frenare il cambiamento climatico.

## Discografia

### Album in studio
- 1999 – On the 6
- 2001 – J. Lo
- 2002 – This Is Me... Then
- 2005 – Rebirth
- 2007 – Como ama una mujer
- 2007 – Brave
- 2011 – Love?
- 2014 – A.K.A.
- 2024 – This Is Me... Now

### Colonne sonore
- 2022 – Marry Me - Original Motion Picture Soundtrack (con Maluma)

## Tournée

### Tour
- 2007 – Jennifer Lopez and Marc Anthony en concierto
- 2012 – Dance Again World Tour
- 2019 – It's My Party Tour
- 2025 – Up All Night: Live in 2025

### Residency show
- 2016/18 – Jennifer Lopez: All I Have
- 2025/26 – Jennifer Lopez: Up All Night Live in Las Vegas

## Filmografia

### Attrice

#### Cinema
- My Little Girl, regia di Connie Kaiserman (1986)
- Le ali degli angeli (Nurses on the Line: The Crash of Flight 7), regia di Larry Shaw (1993)
- Mi familia (My Family), regia di Gregory Nava (1995)
- Money Train, regia di Joseph Ruben (1995)
- Jack, regia di Francis Ford Coppola (1996)
- Blood & Wine, regia di Bob Rafelson (1996)
- Selena, regia di Gregory Nava (1997)
- Anaconda, regia di Luis Llosa (1997)
- U Turn - Inversione di marcia (U Turn), regia di Oliver Stone (1997)
- Out of Sight, regia di Steven Soderbergh (1998)
- The Cell - La cellula (The Cell), regia di Tarsem Singh (2000)
- Prima o poi mi sposo (The Wedding Planner), regia di Adam Shankman (2001)
- Angel Eyes - Occhi d'angelo (Angel Eyes), regia di Luis Mandoki (2001)
- Via dall'incubo (Enough), regia di Michael Apted (2002)
- Un amore a 5 stelle (Maid in Manhattan), regia di Wayne Wang (2002)
- Amore estremo - Tough Love (Gigli), regia di Martin Brest (2003)
- Jersey Girl, regia di Kevin Smith (2004)
- Shall We Dance?, regia di Peter Chelsom (2004)
- Quel mostro di suocera (Monster-in-Law), regia di Robert Luketic (2005)
- Il vento del perdono (An Unfinished Life), regia di Lasse Hallström (2005)
- Bordertown, regia di Gregory Nava (2006)
- El Cantante, regia di Leon Ichaso (2006)
- Feel the Noise - A tutto volume (Feel the Noise), regia di Alejandro Chomski (2007)
- Piacere, sono un po' incinta (The Back-Up Plan), regia di Alan Poul (2010)
- Che cosa aspettarsi quando si aspetta (What to Expect When You're Expecting), regia di Kirk Jones (2012)
- Parker, regia di Taylor Hackford (2013)
- Il ragazzo della porta accanto (The Boy Next Door), regia di Rob Cohen (2015)
- Lila & Eve, regia di Charles Stone III (2015)
- Chris Brown: Welcome to My Life, regia di Andrew Sandler – documentario (2017)
- Ricomincio da me (Second Act), regia di Peter Segal (2018)
- Le ragazze di Wall Street - Business Is Business (Hustlers), regia di Lorene Scalfaria (2019)
- Marry Me - Sposami (Marry Me), regia di Kat Coiro (2022)
- Jennifer Lopez: Halftime, regia di Amanda Micheli – documentario (2022)
- Un matrimonio esplosivo (Shotgun Wedding), regia di Jason Moore (2023)
- The Mother, regia di Niki Caro (2023)
- This Is Me... Now - Una storia d'amore (This Is Me… Now: A Love Story), regia di Dave Meyers (2024)
- La più grande storia d'amore mai raccontata (The Greatest Love Story Never Told), regia di Jason Bergh – documentario (2024)
- Atlas, regia di Brad Peyton (2024)
- Inarrestabile (Unstoppable), regia di William Goldenberg (2025)
- Kiss of the Spider Woman, regia di Bill Condon (2025)

#### Televisione
- Second Chances – serie TV, 6 episodi (1993-1994)
- Le ali degli angeli (Nurses on the Line: The Crash of Flight 7) – film TV (1993)
- South Central – serie TV, episodi 1x01-1x02-1x04 (1994)
- Hotel Malibu – serie TV, 6 episodi (1994)
- Will & Grace – serie TV, 4 episodi (2004-2018)
- How I Met Your Mother – serie TV, episodio 5x17 (2010)
- Shades of Blue – serie TV, 36 episodi (2016-2018)

### Doppiatrice
- Z la formica (Antz), regia di Eric Darnell (1998)
- L'era glaciale 4 - Continenti alla deriva (Ice Age: Continental Drift), regia di Steve Martino e Mike Thurmeier (2012)
- L'era glaciale 4: Continenti alla deriva - Giochi polari (Ice Age: Continental Drift – Arctic Games) – videogioco (2012)
- Home - A casa (Home), regia di Tim Johnson (2015)
- L'era glaciale - In rotta di collisione (Ice Age: Collision Course), regia di Mike Thurmeier e Galen T. Chu (2016)

### Produttrice

#### Cinema
- Bordertown, regia di Gregory Nava (2006)
- El Cantante, regia di Leon Ichaso (2006)
- Feel the Noise - A tutto volume (Feel the Noise), regia di Alejandro Chomski (2007)
- Il ragazzo della porta accanto (The Boy Next Door), regia di Rob Cohen (2015)
- Ricomincio da me (Second Act), regia di Peter Segal (2018)
- Le ragazze di Wall Street - Business Is Business (Hustlers), regia di Lorene Scalfaria (2019)
- Marry Me - Sposami (Marry Me), regia di Kat Coiro (2022)
- Un matrimonio esplosivo (Shotgun Wedding), regia di Jason Moore (2023)
- The Mother, regia di Niki Caro (2023)
- This Is Me... Now: Una Storia d'Amore (This Is Me… Now: A Love Story), regia di Dave Meyers (2024)
- La più grande storia d’amore mai raccontata (The Greatest Love Story Never Told), regia di Jason Bergh – documentario (2024)
- Atlas, regia di Brad Peyton (2024)

#### Televisione
- Jennifer Lopez in Concert – speciale televisivo (2001)
- South Beach – serie TV (2006)
- Dancelife – docu-reality (2007)
- Como ama una mujer – miniserie TV (2007)
- Rimozione forzata (South Beach Tow) – serie TV (2011-2014)
- Q'Viva! The Chosen – programma TV (2012)
- The Fosters – serie TV (2013-2018)
- Jennifer Lopez: Dance Again – speciale televisivo (2014)
- Neighborhood Sessions: Jennifer Lopez – speciale televisivo (2014)
- Shades of Blue – serie TV (2016-2018)
- World of Dance – programma TV (2017-2021)
- Good Trouble – serie TV (dal 2019)

## Programmi televisivi
- In Living Color (Fox, 1991-1993) – ballerina
- American Idol (ABC, 2011-2012, 2014-2016) – giudice
- Q'Viva! The Chosen (Univision, 2012) – giudice
- American Music Award (ABC, 2015; CBS 2025) – conduttrice
- World of Dance (NBC, 2017-2020) – giudice
- Thanks a Million  – reality show (NBC, 2020) - produttrice

## Riconoscimenti
- Golden Globe
  - 1998 – Candidatura alla migliore attrice in un film commedia o musicale per Selena
  - 2020 – Candidatura alla migliore attrice non protagonista per Le ragazze di Wall Street - Business Is Business[87]
- Grammy Award
  - 2000 – Candidatura alla miglior registrazione dance per Waiting For Tonigh
  - 2001 – Candidatura alla miglior registrazione dance per Let's Get Loud
- Independent Spirit Awards
  - 1998 – Candidatura alla miglior attrice protagonista per Selena
  - 2020 – Candidatura alla miglior attrice non protagonista per Le ragazze di Wall Street - Business Is Business
- Blockbuster Entertainment Awards
  - 1998 – Candidatura alla miglior attrice in un film d'azione/avventura per Anaconda
  - 2001 – Miglior attrice per The Cell
- People's Choice Award
  - 2013 – Candidatura al miglior giudice televisivo
  - 2015 – Candidatura al miglior artista Pop
  - 2017 – Attrice preferita in una serie TV crime drama per Shades of Blue
  - 2020 – People's Icon of 2020
- Billboard Music Award
  - 1999: vinto – Miglior video pop (If You Had My Love)
  - 1999: vinto – Migliore canzone dell'estate (If You Had My Love)
  - 2003: vinto – Hot Latin Track of the Year, Duetto (No Me Ames con Marc Anthony)
  - 2003: vinto – Best-Selling Latin Dance Single of the Year (Alive (Thunderpuss Club Mix))
  - 2004: vinto – Best-Selling Latin Dance Single of the Year (I'm Glad (Paul Oakenfold Remix))
  - 2008: vinto – Album pop latino-americano dell'anno, Migliore cantante (Como Ama Una Mujer)
  - 2014: vinto – Icon Award (Icona Mondiale di successo)
- Billboard Latin Music Award
  - 2000: vinto – Miglior duetto latino (No me ames con Marc Anthony)
  - 2002: candidatura – Miglior canzone (Play)
  - 2002: candidatura – Miglior canzone (I'm real)
  - 2002: vinto – Miglior canzone (Love don't cost a thing)
  - 2004: vinto – Miglior Canzone (I'm glad)
  - 2008: vinto – Miglior canzone (Como ama una mujer)
  - 2008: candidatura – Miglior canzone (Que hiciste)
  - 2013: candidatura – Miglior artista pop
  - 2013: vinto – Tour dell'anno (Dance Again Tour)
- ALMA Award
  - 1998: vinto – Miglior attrice protagonista (Selena)
  - 1999: vinto – Miglior attrice protagonista (Out of Sight)
  - 2000: vinto – Miglior personaggio femminile intrattenitrice dell'anno
  - 2001: candidatura – Miglior personaggio televisivo
  - 2001: vinto – Miglior personaggio femminile intrattenitrice dell'anno
  - 2002: candidatura – Miglior performance musicale (Jennifer Lopez in concerto)
  - 2002: candidatura – Miglior attrice (Angel Eyes - Occhi d'angelo)
  - 2006: candidatura – Miglior performer
  - 2011: candidatura – Miglior personaggio femminile
  - 2012: candidatura – Miglior artista femminile
  - 2012: candidatura – Miglior personaggio televisivo
- American Music Award
  - 2000: candidatura – Miglior artista Latina
  - 2000: candidatura – Miglior artista pop
  - 2002: candidatura – Miglior artista pop
  - 2003: vinto – Favorite Pop/Rock Female Artist
  - 2007: vinto – Migliore Artista Latino-Americana
  - 2011: vinto – Miglior artista Latina'
- Premios Juventud
  - 2013: vinto – Miglior artista latina e icona mondiale
- MTV Movie & TV Awards
  - 1996: candidatura – Miglior attrice non protagonista (Mi familia)
  - 1998: candidatura – Miglior performance femminile (Selena)
  - 1999: candidatura – Miglior bacio (Out of sight)
  - 1999: candidatura – Miglior performance femminile (Out of sight)
  - 2001: vinto – Meglio vestito (The Cell)
  - 2015: vinto – Performance più terrorizzante (Il ragazzo della porta accanto)[88][89]
  - 2022: vinto – Miglior canzone (On My Way da Marry Me - Sposami)
- Saturn Award
  - 2001: candidatura -Miglior attrice (The Cell)
- MTV Europe Music Awards
  - 1999: candidatura – Miglior artista rivelazione
  - 2000: vinto – Miglior artista R&B
  - 2000: candidatura – Miglior artista femminile
  - 2001: vinto – Miglior artista femminile
  - 2002: vinto – Miglior artista femminile
  - 2002: candidatura – Miglior artista R&B
  - 2003: candidatura – Miglior artista R&B
  - 2011: candidatura – Miglior canzone (On the Floor)
  - 2011: candidatura – Miglior artista femminile
- MTV Video Music Awards
  - 2002: vinto – Miglior Video Hip-Hop (I'm Real)
  - 2012: candidatura – Miglior coreografia (Dance Again)
  - 2012: candidatura – Miglior artista latina
  - 2013: candidatura – Miglior coreografia (Live It Up)
  - 2018: vinto – Miglior Collaborazione (Dinero)
  - 2018: vinto – Michael Jackson Video Vanguard Award
- Teen Choice Awards
  - 1999: vinto – Miglior canzone dell'estate (If You Had My Love)
  - 2002: vinto – Miglior singolo R&B/Hip-Hop/Rap (Ain't It Funny (Murder Remix))
  - 2011: vinto – Miglior personaggio televisivo (American Idol)
  - 2012: candidatura – Icona femminile
  - 2012: candidatura – Miglior artista femminile
  - 2012: candidatura – Miglior canzone (Dance Again)
  - 2012: vinto – Miglior personaggio televisivo (American Idol)
  - 2012: candidatura – Miglior attrice in un film (Che cosa aspettarsi quando si aspetta)
- World Music Awards
  - 2002: vinto – Migliore artista femminile mondiale per le vendite degli album.
  - 2010: vinto - ''Legend Award'' per il suo contributo allo sviluppo delle arti
- GLAAD Media Awards
  - 2014: vinto – Vangard Award
- People Magazine Awards
  - 2014: vinto – Nella categoria Triple Threat
- Disney Music Awards
  - 2015: vinto – Hero Award"
- Chicago Film Critics Association Awards
  - 2019: candidatura – Migliore attrice non protagonista (Le ragazze di Wall Street - Business Is Business)
- Los Angeles Film Critics Association Awards
  - 2019: vinto – Miglior attrice non protagonista (Le ragazze di Wall Street - Business Is Business)
- Satellite Award
  - 2019: vinto – Miglior attrice non protagonista (Le ragazze di Wall Street - Business Is Business[90])
- Critics' Choice Awards
  - 2020: candidatura – Miglior attrice non protagonista (Le ragazze di Wall Street - Business Is Business)
- Screen Actors Guild Award
  - 2020: candidatura – Migliore attrice non protagonista cinematografica (Le ragazze di Wall Street - Business Is Business)
- Behind the Voice Actors Awards
  - 2013: candidatura – Miglior cast vocale (L'era glaciale 4 - Continenti alla deriva)

## Doppiatrici italiane
Nelle versioni in italiano delle opere in cui ha recitato, Jennifer Lopez è stata doppiata da:
- Ilaria Stagni in Prima o poi mi sposo, Shall We Dance?, Quel mostro di suocera, Il vento del perdono, Ricomincio da me, Le ragazze di Wall Street - Business Is Business, Marry Me - Sposami, Jennifer Lopez: Halftime, Un matrimonio esplosivo, The Mother, Atlas, Inarrestabile
- Pinella Dragani in Anaconda, Out of Sight, Will & Grace, Via dall'incubo, Un amore a 5 stelle, Amore estremo - Tough Love
- Francesca Fiorentini in Bordertown, Che cosa aspettarsi quando si aspetta, Il ragazzo della porta accanto, Jennifer Lopez: Dance Again, Shades of Blue
- Laura Boccanera in U Turn - Inversione di marcia, The Cell - La cellula
- Paola Della Pasqua in Selena, How I Met Your Mother
- Isabella Pasanisi in Money Train
- Antonella Rendina in Jack
- Franca D'Amato in Blood & Wine
- Chiara Colizzi in Angel Eyes - Occhi d'angelo
- Laura Romano in Jersey Girl
- Roberta Pellini in El Cantante
- Eleonora De Angelis in Piacere, sono un po' incinta
- Mavi Felli in Parker

Da doppiatrice è sostituita da:
- Hong-hu Ada in L'era glaciale 4 - Continenti alla deriva, L'era glaciale - In rotta di collisione
- Ilaria Stagni in Z la formica
- Monica Ward in Home - A casa

## Profumi
- 2002 - Glow
- 2003 - Still
- 2005 - Miami Glow
- 2005 - Love at First Glow
- 2005 - Live
- 2006 - Live Luxe
- 2006 - Glow After Dark
- 2008 - Live Platinum
- 2008 - Deseo
- 2008 - Deseo Forever
- 2009 - My Glow
- 2009 - Sunkissed Glow
- 2010 - Love & Glamour
- 2010 - L.A. Glow
- 2010 - Blue Glow by J.Lo
- 2011 - Love and Light
- 2012 - Eau the Glow
- 2012 - Glowing
- 2013 - Forever Glowing
- 2013 - JLove
- 2014 - Glowing Goddess
- 2015 - JLuxe
- 2019 - Promise[91]

## Libri
- Vero amore (True Love, 2014)
- Con Pollo: A Bilingual Playtime Adventure[92] (2022) co-autrice con Jimmy Fallon